# 饼形碘泡虫
饼形碘泡虫（学名：Myxobolus artus）为碘泡科碘泡虫属的动物。分布于俄罗斯以及浙江、广东、广西、辽宁、湖北、四川、云南、江西、武陵山地区、宁夏等，营寄生生活，寄生在肠、肾、肝（鲩、鲢、鲤）、脾（鳙、蠖、鲢）、膀胱（鲢）、脑（鲩）、胆囊（鲩、鲢）。